# Paraplectana hemisphaerica
Paraplectana hemisphaerica là một loài nhện trong họ Araneidae.
Loài này thuộc chi Paraplectana. Paraplectana hemisphaerica được Carl Ludwig Koch miêu tả năm 1844.